# Clara Winnicki

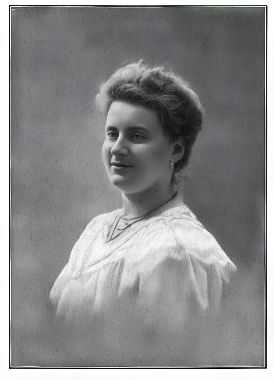
Porträt von Dr. Clara Winnicki (1880–1941)

Clara Emma Winnicki, auch Clara Emma Winnitzki, Winnizki, Winnicky (* 10. November 1880 in Bern; † 6. Mai 1941 in Göttingen) war die erste diplomierte Apothekerin in der Schweiz mit eigenem Geschäft.

## Leben

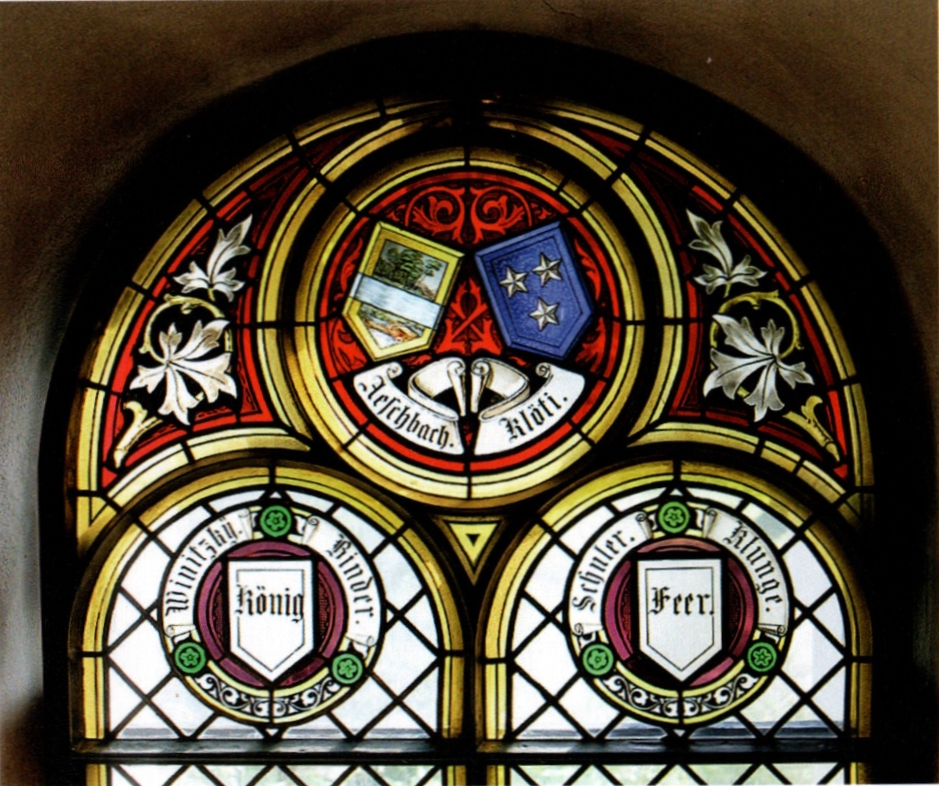
Rundbogenfenster aus dem Jahr 1867 mit Ortsbürgerfamilien der Gemeinde Rothrist (unten links: Winitzky)

Clara Emma Winnicki, Tochter des Ingenieurs Leopold Winnicki, Sohn des in Oftringen lebenden naturalisierten polnischen Flüchtlings Constantin Winicki aus Bromberg, verheiratet mit Anna Meyer, und der Sekundarlehrerin Carolina Emma Elisabeth geb. Sulser. In Bern geboren, von Rothrist, immatrikulierte sie sich am 18. April 1900 an der Universität Bern, um hier als erste Frau der Schweiz Pharmazie zu studieren. Als erste Frau in der Schweiz bestand sie 1905 das eidgenössische Staatsexamen für Apotheker und war damit berechtigt, ein Pharmaziegeschäft zu betreiben. Als zweite Frau in der Schweiz erwarb 1906 die Zürcherin Hedwig Delpy dieses Diplom. In Deutschland war Magdalena Neff 1906 die erste Apothekerin.

### Eigene Apotheken
Nur mit Mühe fand Winnicki als Frau eine Praktikanten- und eine Assistentenstelle. 1906 verwaltete sie eine Apotheke in Langenthal. Im gleichen Jahr verkündete das bernische Zivilstandsamt eine beabsichtigte Eheschliessung mit dem Apotheker Ernst Heinrich Rackwitz, der jedoch 1907 die Lehrerin Agnes Keller aus Halle ehelichte. 1907 promovierte sie bei Alexander Tschirch über Arzneipflanzen, ihre Dissertation trug den Titel Beiträge zur Entwicklungsgeschichte der Blüten einiger offizineller Pflanzen. Schliesslich erwarb sie in Biel, später in Bern je eine Apotheke und praktizierte als erste diplomierte und selbstständige Apothekerin. Sie engagierte sich in Standes- und vornehmlich auch in Frauenfragen. Dazu schrieb sie Beiträge in der Fachpresse. Zudem stellte sie Pillen gegen Kopfweh, Blutarmut und Husten her. 1912 wurde sie auch als Vizepräsidentin des Damenchors Cäcilia in Biel genannt. Zudem wird sie als Vorstandsmitglied des Vereins für Kinder- und Frauenschutz in Biel erwähnt.

### Heirat und Zusammenbruch

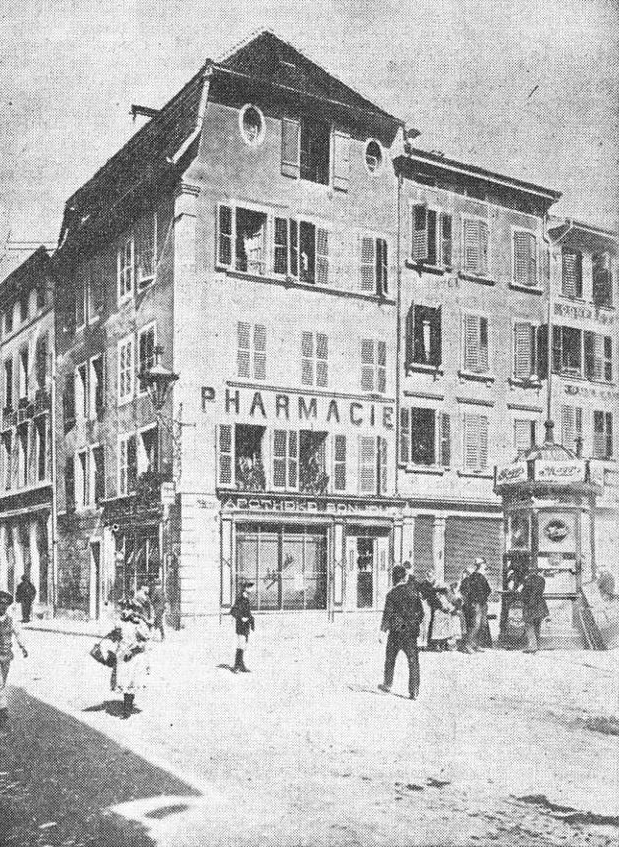
Apotheke an der Nidaugasse in Biel, die Emil Bonjour an Clara Winnicki verkauft hatte.

Doch Winnicki fehlte die kaufmännische Fortüne, sie musste ihre Apotheken wieder schliessen. Schliesslich fand sie Arbeit als Verwalterin einer Apotheke in Adelboden. Der Apotheker August Herbrand (1869–1948) aus Blumenthal durfte als Deutscher ohne die eidgenössische Apothekerprüfung keine schweizerische Apotheke führen. Die beiden heirateten 1925. Doch die private wie geschäftliche Verbindung war unglücklich. Winnicki arbeitete danach in Zürich. Dort erkrankte sie schwer. Im Frühjahr machte sich das erste Mal ein «Nervenleiden» bemerkbar. Sie verbrachte daher vier Wochen im Sanatorium für Nervenleidende in Küsnacht. Vom 26. Januar bis 18. Mai 1933 hielt sie sich in der Psychiatrischen Universitätsklinik Zürich (Burghölzli) auf, vom 18. Mai bis 24. Juli 1933 vorübergehend in der Klinik Schlössli in Oetwil am See, und dann vom 25. Juli bis am 30. August 1933 wiederum im Burghölzli. Da sie einen Deutschen geheiratet hatte, galt sie als mittellose Ausländerin und wurde zusammen mit ihrem Ehemann durch den Zürcher Regierungsrat ausgewiesen. Am 30. August 1933 wurde sie vom Burghölzli in Zürich nach Friedrichshafen überführt, wo sie sich vom 30. August bis 4. September 1933 im Karl-Olga-Krankenhaus mit der Diagnose Paranoia aufhielt. Am 4. September 1933 erfolgte ihre Aufnahme in die Heilanstalt Weissenau bis zu ihrem Austritt am 5. März 1934. Clara Winnicki wurde am 7. März 1934 in das niedersächsische Landeskrankenhaus Göttingen mit der Diagnose Schizophrenie eingeliefert. Sie ist am 6. Mai 1941 an Lungentuberkulose verstorben. Sie wurde am 9. Mai 1941 auf dem Stadtfriedhof Göttingen beerdigt.

## Ehrung
Ein Gebäude auf dem Areal des Berner Inselspitals erhielt 2022 den Namen «Clara-Winnicki-Haus». Das Gebäude ist das neue Service- und Logistikzentrum des Inselspitals und damit der logistische Dreh- und Angelpunkt des gesamten Areals.

## Publikationen
- Das pharmazeutische Hilfspersonal. In: Schweizerische Wochenschrift für Chemie und Pharmazie, 42 Jg., 18. Juni 1904, Nr. 25, S. 337–339.[78]

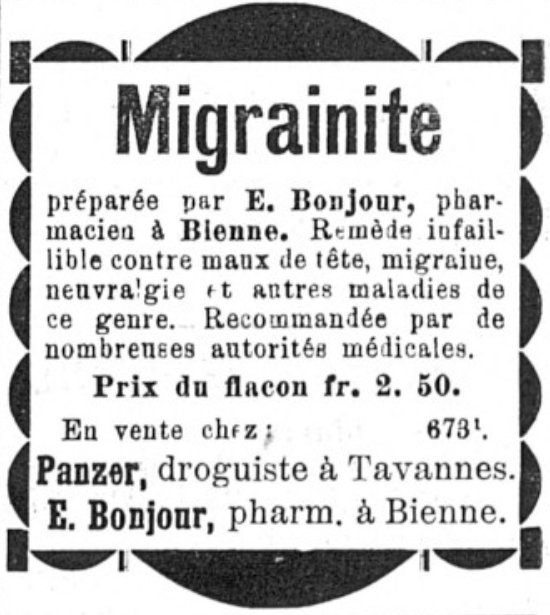
Inserat aus dem Jahr 1892 für Migrainite, das bereits von ihrem Vorgänger Emil Bonjour hergestellt wurde.

- Beiträge zur Entwicklungsgeschichte der Blüten einiger offizineller Pflanzen. Dissertation. Bern, 1907.Inserat aus dem Jahr 1892 für Migrainite, das bereits von ihrem Vorgänger Emil Bonjour hergestellt wurde.[41][79]Die Frau im Apothekerberuf. In: Schweizerische Apotheker-Zeitung, 56. Jg., 17. Januar 1918 und 24. Januar 1918, Nr. 3, S. 30–32[80], Nr. 4, S. 43–46[81].
- Zur Assistentenfrage. In: Schweizerische Apotheker-Zeitung, 56. Jg. 11. April 1918, Nr. 15, S. 193–195.[82]
- Assistentenfrage. In: Schweizerische Apotheker-Zeitung, 56. Jg., 23. Mai 1918, S. 273, Nr. 21.[83]
- Adelboden. In: Der Bund, Band 75, Nummer 354, 21. August 1924.[84]
- Zur Frage des Doktortitels. In: Der Bund, 25. Juli 1926.[85]
- Vom Stimmrecht der Frauen – Sollen die Frauen entscheiden? In: Der Bund. 1928.[86]
- Die Frauenbewegung und die Pharmacie. In: Schweizerische Apotheker-Zeitung, 10. September 1932, S. 472–473.[87]
- Alexander Tschirch: Die Harze und die Harzbehälter mit Einschluss der Milchsäfte. Historisch-kritische und experimentelle in Gemeinschaft mit zahlreichen Mitarbeiten ausgeführte Untersuchungen. Leipzig 1906.[88]
- Otto Tunman: Winnicki, Cl., Beiträge zur Entwicklungsgeschichte der Blüten einiger offizineller Pflanzen. In: Botanisches Zentralblatt; referierendes Organ für das Gesamtgebiet der Botanik. Band 113, 1910, Nr. 6, S. 159–160.[89]

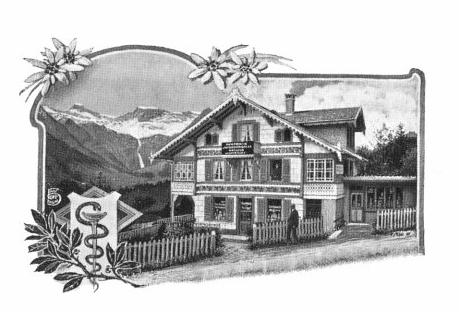
Die Pharmacie Internationale in Adelboden, geführt von Clara Winnicki von 1922 bis 1932

## Archive
- Winitzki, Leopold, geb. 21.03.1848. Matrikel zum Studium am Eidgenössischen Polytechnikum. Signatur: EZ-REK1/1/1589
- Herbrand-Winnitzki, August, 22.07.1869 (Dossier). Schweizerisches Bundesarchiv, abgerufen am 19. Oktober 2023 (Online-Zugang).
- Ausweisung und Heimschaffung. Staatsarchiv des Kantons Zürich, 16. März 1933, abgerufen am 29. Oktober 2023 (StAZH MM 3.47 RRB 1933/0674).
- Apotheken. Staatsarchiv des Kantons Zürich, 25. Juli 1940, abgerufen am 29. Oktober 2023 (Signatur StAZH MM 3.61 RRB 1940/1515).
- Psychiatrische Poliklinik Burghölzli Staatsarchiv des Kantons Zürich.[97]
- Herbrand-Winnicki, Klara (Dossier). Gosteli-Stiftung, Worblaufen.[98]
- Herbrand, August. Findbuch 456 E, Personalakten. Landesarchiv Baden-Württemberg, Generallandesarchiv Karlsruhe, abgerufen am 2. November 2023 (Signatur: 456 E Nr. 4656).
- Hermoneit, Margarethe, geb. Herbrand aus Berlin-Wedding; Mengen Kreis Saulgau Findbuch Wü 13 T 2. Landesarchiv Baden-Württemberg, Staatsarchiv Sigmaringen (Signatur: Wü 13 T 2 Nr. 1873/015).
- Zivilstandsamt Zofingen.[99]